# Nathalie (bande dessinée)
Pour l’article homonyme, voir Nathalie.
Nathalie est une série de bande dessinée humoristique franco-belge créée par l’auteur Sergio Salma, éditée en 1992 chez Casterman.

## Description

### Synopsis
Une fillette, passionnée par la culture des différents pays du monde, rêve de faire le tour du monde avec son frère, comme souffre-douleur.

### Personnages
NathalieHéroïne de la série. Caractérisée par sa natte rousse. Elle arbore un T-shirt jaune, un pantalon bleu, et des baskets rouge et blanche. Elle rêve d'être une grande aventurière et de faire le tour du monde bien qu'elle doive se contenter de vivre ses aventures en rêve, ce qui pose parfois quelques problèmes dans la vie de tous les jours et surtout en cours ou ses résultats sont loin d’être bon. Elle a été amoureuse 2 fois, son premier fiancé, qui habitait en face de chez elle, a déménagé en Australie et le second s'appelle Justin Bisou. Nathalie se préoccupe beaucoup de l'environnement, de la pauvreté et du racisme. Elle collectionne des objets venant des cinq continents dont elle se sert pour s'évader de son quotidien qu'elle juge morose. Ses relations avec ses parents sont un peu limitées par les absences de son père et la dépression de sa mère, son petit frère est son principal compagnon de jeu à qui elle fait de nombreuses misères volontairement ou involontairement. Elle voit le divorce de ses parents comme une occasion de frimer et de devenir nomade, secrètement, elle espère qu'ils l'emmèneront en vacances faire les choses dont elle rêve mais elle est souvent déçue. L'absence de ses parents l'a rapproché de son oncle Eugène qu'elle appelle familièrement « tonton » et avec qui elle partage tout. L'arrivée de son cousin Pierre ne l'enchante pas car elle en est un peu jalouse.
L'oncle Eugène (alias "tonton")Peu important dans les premiers tomes, il apparait pour la première fois dans le tome 3 où il vint simplement rendre visite à son frère, le père de Nathalie. Cependant, il devient petit à petit un des personnages principaux jusqu'à devenir aussi important que Nathalie. C'est avec lui que Nathalie passe les meilleurs moments, et les plus grands délires. Homme brun, moustachu, il porte souvent des vestes variées et les mêmes bottes de cow-boy, il possède également une moto. Il n'est pas doué informatique, ni en anglais. C'est aussi un chômeur longue durée qui enchaine les boulots en tous genre sans pour autant les garder. Chaque jour, il trouve un moyen original d'aller chercher Nathalie à l'école. Durant un certain temps, il eut une petite amie du nom de Marquise qui finit par le quitter. Il taquine Nathalie lui disant que son obsession des voyages est une maladie incurable. Dans le treizième tome, il retrouve Marie, une ancienne petite amie et découvre qu'il a une fils caché du nom de Pierre qui a le même âge que Nathalie et qui va s'installer chez eux le temps que Marie trouve un appartement avec son nouveau fiancé. Cantonné, au début, au rôle du babysitteur et parasite de la maison, il devint, après le divorce de son frère, le « sauveur de la situation » selon Nathalie car il s'occupe des enfants à plein temps. Il assure aussi au passage le rôle d'homme a tout faire ; cuisiner, chauffeur, peintre, confident ou chineur. Il est très bordélique.
Le pèreGrand blond à lunettes rondes, il est archétypique même de l'employé de bureau toujours stressé par son travail et que l'on ne le voit pas tellement à cause de ça mais il reste un personnage récurrent de la série. Il travaille dans la communication et possède sa propre entreprise qu'il gère tant bien que mal avec son associé. Passionné par les puzzles, il en fait régulièrement sur son temps libre mais Nathalie les met en morceaux avant qu'il puisse les finir. Depuis l'enfance, il a une passion pour les voitures de course, notamment les Ferrari, et aurait voulu devenir pilote de course, mais il a dû y renoncer quand il s'est marié car sa femme avait trop peur pour lui. Sur la route, c'est un enragé du volant. Étant toujours débordé et notamment après son divorce, il confie ses enfants qu'il a une semaine sur deux à son frère et garde un contact plus ou moins harmonieux avec son ex-femme.
La mèreSuzanne de son vrai nom, elle apparait d'abord comme une heureuse mère de famille qui partage son temps entre sa famille et son travail qu'on ne connait pas mais elle sombre progressivement dans la dépression au fil des tomes. À partir de là, elle passe la plupart de son temps sur le canapé à prendre des médicaments en se désespère de la vie d'artiste qu'elle aurait voulu mener. Elle tente de se soigner par les médicaments, le yoga ou les plantes. Cette dépression va mettre à mal son couple qui aboutira à un divorce. À partir de là, elle semble aller un peu mieux mais elle fréquente toujours les psys. Comme Nathalie, la mère rêvait de voyager, notamment en Italie.
Le petit frèreBien qu’âgé de seulement dix mois, il a le niveau de réflexion d'un adulte bien qu'il ne parle pas (ou presque) mais est fort malchanceux, il est autant présent que Nathalie dans l'histoire et lui sert la plupart du temps de souffre-douleur, autant volontairement qu'involontairement. Il rêve de la voir partir faire enfin son tour du monde. Il a parlé une fois en japonais et plusieurs fois en français dans des situations de stress. Il sait à peu près marcher mais chacune de ses expériences s'est mal terminée.
Le cousinDe son vrai nom Pierre, il est surnommé Peter (jeu de mots avec péteur) par Nathalie. Fils de l'oncle Eugène et de Marie, une de ses anciennes fiancées, il débarque un jour chez les parents de Nathalie et s'y installe provisoirement. Exacte opposé de son père, il est bien élevé, a de bonnes manières, est studieux et possède une culture générale très impressionnante. Il parle aussi couramment l'anglais. Il s'entend mal avec Nathalie avec qui il se bat souvent car leurs opinions sur les voyages et la vie en général sont très différentes. Son père est souvent pour lui un sujet de honte mais ils tentent de construire une bonne relation. Son seul défaut est de faire pipi au lit, il en a honte et Nathalie n'hésite pas a le charrier à ce sujet, ce qui l'énerve profondément.
Monsieur Chofatle voisin de droite qui vit avec son rottweiler « Rex », il est craint par tous ceux qu'il déteste, comme tous les immigrants (en raison de leur vocabulaire incompréhensible) , les enfants (parce que ils sont bruyants) et la musique bruyante (pour raison de tapage). Mais il a un point faible avec la fiancé de oncle Eugène. De plus, il se plaint parfois contre ses voisins en raison de leurs réactions, soit des choses qui ne lui plait jamais.
"Marquise", la fiancée de l'oncle EugèneElle est originaire des îles Marquises, d'où son surnom.

## Publications

### Albums
1. Mon premier tour du monde (1992)
2. Salut tout le monde! (1993)
3. Championne du monde (1994)
4. Le monde est petit (1994)
5. Y a un monde fou (1995)
6. Comme tout le monde! (1996)
7. Tout le monde sur le pont (1997)
8. Musique du monde (1998)
9. Le Nombril du monde (1999)
10. C'est pas le bout du monde (2000)
11. Tu te fiches du monde! (2001)
12. Mondo veneziano (2002)
13. Un monde sans pitié (2003)
14. Les Meilleurs Amis du monde (2004)
15. Les Grands de ce monde (2005)
16. Le Monde à l'envers (2006)
17. Le Tour du monde en 80 bourdes (2007)
18. Dans quel monde on vit ! (2009)
19. Faut de tout pour faire un monde (2010)
20. Miss monde ! (2011)

### Documentation
- « Sergio Salma 1/3 (Nathalie) : « Les enfants ne sont pas plus limités que les adultes » », sur Actua BD, 27 octobre 2010